# Linum imbricatum
Linum imbricatum är en linväxtart som först beskrevs av Constantine Samuel Rafinesque, och fick sitt nu gällande namn av Lloyd Herbert Shinners. Linum imbricatum ingår i släktet linsläktet, och familjen linväxter. Inga underarter finns listade i Catalogue of Life.